# Pseudotargionia kalaharica
Pseudotargionia kalaharica är en insektsart som beskrevs av Abraham Munting 1969. Pseudotargionia kalaharica ingår i släktet Pseudotargionia och familjen pansarsköldlöss. Inga underarter finns listade i Catalogue of Life.